# Naravni spomenik Los Pingüinos
Naravni spomenik Los Pingüinos (špansko Monumento natural Los Pingüinos) je 35 km  severovzhodno od Punta Arenasa v Čilu. Glavni del tega naravnega spomenika sta otok Magdalena in otok Marta, ki ležita sredi Magellanovega preliva. Na otoku so največje kolonije pingvinov v južnem Čilu, vključno s približno 60.000 plemenskimi pari magellanovega pingvina (Spheniscus magellanicus).
Otoki so trenutno nenaseljeni z ljudmi, vendar so priljubljena turistična točka. Vsako poletje tisoči turistov pridejo gledat pingvine in druge živali. Na 85 hektarjih je otok Magdalena večji od obeh otokov in prejme večino turističnega prometa, medtem ko ima Marta le 12 hektarov površine in ni pogosto vključena v ture. CONAF (Corporación Nacional Forestal) upravlja spomenik v poskusu vzdrževanja turizma in magellanovih pingvinov, za katere je otok postal kritičen habitat.

## Zgodovina
Pred 16. stoletjem so otoka Magdalena in Marta naselile tri predšpanske kulture: Selknam, Yaghan in Kavesqar. Ta ljudstva so imela na otokih zelo majhen vpliv, saj jih je bilo malo in veliko časa so lovili na morju, ne pa na otoku. Selknam so bili prisiljeni zapustiti otoka po tem, ko so španski kolonialisti pripeljali ovce v regijo, ki so odpravile habitat gvanakov, živali, podobne alpaki, ki so ga lovili. Yaghan in Kavesqar sso sčasoma zapustili območje zaradi kolonialnega pritiska. Čeprav ljudje ne živijo več na otokih, so človeški vplivi verjetno veliko večji kot tam, saj na tisoče ljudi vsako leto obišče otoke.
Medtem ko so številna imena za otoke uporabljali v času zgodnjih raziskav španskih ladij in piratov, je današnja imena Magdalena in Marta dal španski raziskovalec iz 16. stoletja Pedro Sarmiento de Gamboa. Malo zgodovine otoka od časa španskega kolonializma do današnjega dne je zapisano.

## Opis
Spomenik Pingüinos je bil ustanovljen leta 1966 v prizadevanjih za zaščito magellanovega pingvina pred grožnjo ribolova. Ker se pingvini hranijo z istimi vrstami na katere cilja ribiška industrija, masoven ribolov škodi virom pingvinov, kar povzroča upad njihove populacije . Leta 1982 je bil spomenik zaščiten. S 30-kilometrsko ne-ribolovno cono okoli otoka in z ohranjanjem otoka kot mesta za razmnoževanje pingvinov, se je število pingvinov povečalo. Magellanovi pingvini na otokih še naprej uspevajo: od leta 2000 do leta 2007 se je število osebkov povečalo za 6%, nekateri pingvini pa so se preselili na bližnji otok, ker je na Magdaleni zmanjkalo prostora. 

### Podnebje
Podnebje je mogoče opisati kot hladno in deževno, s povprečno temperaturo 8o C. Ni drugih velikih sezonskih sprememb, razen temperaturnih premikov med poletjem in zimo. V zimskem času lahko temperatura pade pod ničlo, poleti pa lahko doseže 18o C.  Povprečna letna količina padavin je 432 mm. Močni so tudi vetrovi.

### Rastlinstvo
Na otokih najdemo zelo malo vrst rastlin, kar je morda posledica hladnega, vetrovnega podnebja in kamnite podlage, ki sestavlja otok. Eno vrsto kratke trave najdemo na otoku Magdalena. Trava še posebej uspeva na območjih z manj živali . Okolje, ki obkroža otok Magdalena omogoča rast velikemu številu halug.

### Živalstvo
Najznačilnejša favna, ki jo najdemo na otokih je Magellanov pingvin, ki je dobil ime po prostoru v katerem živi. Več kot 60.000 parov naseljuje otok. Druga pomembna živalska vrsta so črnobeli kormorani (Leucocarbo atriceps), morski levi (Otaria flavescens) in tjulenj rakar (Lobodon carcinophagus), za katerega je znano, da leži na otokih, morski leopard (Hydrurga leptonix) in dve vrsti galebov: delfinski galeb (leucophaeus scoresby) in južni galeb (Larus dominicanus). Nekatere skalnate obale so polne različnih školjk.

### Grožnje populaciji pingvinov
Magellanov pingvin ni ogrožena vrsta, vendar je v mnogih regijah Južne Amerike skorajda postala ogrožena vrsta zaradi izgube habitatov in pomanjkanja virov. Pingvini imajo na otoku Magdalena veliko večjo stopnjo rodnosti in preživetje piščancev kot na drugih gnezditvenih mestih, ki jih moti človeška dejavnost. Ker se pingvini soočajo z grožnjami na drugih lokacijah, je ohranjanje naravnega spomenika postalo veliko bolj pomembno. Otoki so idealen vir za pingvine zaradi malo plenilcev, velike količine hrane in izolacije otokov od razvitega sveta, še posebej, ko so otoki zaprti za turiste.
Čeprav je turizem dobro voden in ne predstavlja pomembne nevarnosti za pingvine, obstaja še več drugih morebitnih težav, ki se lahko pojavijo pri pingvinih na otoku Magdalena. Manjša skrb je, da so številni deli obale pogosto erodirani, saj se erozija se ne pojavlja dovolj hitro, da bi zahtevala nujno pozornost, vendar v daljšem časovnem obdobju lahko zmanjša površino otoka in s tem število pingvinov, ki tam lahko gnezdijo.
Druga grožnja je bila odkrita, ko je trenutni program monitoringa poleti 2002-03 opazil upad števila pingvinov. Poročilo domneva, da je bil upad posledica suše v prejšnjem poletju. Suša je povzročila, da se je veliko trave, ki pokriva otok, posušila tako da je otok postal občutljiv na prašne nevihte, ki lahko uničijo pingvinova gnezda. Ker ima suša tako velik vpliv na pingvine, lahko podnebne spremembe, ki naj bi povzročile zmanjšanje letnih padavin, lahko resno ogrozijo njihovo preživetje.
Poleg tega Magellanov preliv prečkajo mnogi tankerji z nafto, kar predstavlja nevarnost razlitja in ima lahko resen negativen učinek na pingvine. Tudi če ne pride do razlitja, trgovina z nafto predstavlja tveganje. Ko so posode za gorivo izpraznjene, jih napolnijo z vodo in to nato spustijo iz tankerja, kar zamasti vodo. Te snovi povzročajo slabšo izolacijo perja pingvinov, zato pingvini hitreje zapustijo vodo in ne morejo naloviti dovolj hrane in lahko poginejo. Če pride do okužbe, nafta lahko poškoduje njihovo prebavo in imunski sistem . Ni veliko možnosti, da bi to preprečili, razen da bi prepovedali plutje skozi Magellanov preliv, kar lahko povzroči preveč zapletov za naftno industrijo, da bi se takšna strategija upoštevala.

## Naravni spomenik
Naravni spomeniki so ena od treh vrst zavarovanih območij Čila. Namen čilskih naravnih spomenikov je zaščititi poseben značaj naravnega okolja, ki je lahko rastlinstvo, živalstvo ali celo kultura ali zgodovina kraja. Taka območja so izbrana kot spomeniki, ker predstavljajo pomemben del čilske identitete in igrajo vlogo pri razvoju odnosov med ljudmi in okoljem.
Naravni spomenik Los Pingüinos je bil ustanovljen leta 1966, da bi ohranil območje za razmnoževanje pingvinov, pa tudi habitat za druge ptice selivke. Spomenik predstavlja tudi kulturno dediščino Čila, saj so ga pred stotimi leti naselile avtohtone skupine. Zato se območje kot naravni spomenik približuje dvojnemu cilju: vzdrževanje populacije pingvinov in ohranitev naravnih in kulturnih bogastev države.

## Ekoturizem
Monumento nacional los pinguinos je odprt od oktobra do marca. V preostanku leta se pingvini pripravljajo na vzrejo in se ukvarjajo z vzrejo. V tem času je ljudem prepovedano opazovanje, da se jih ne moti. Poleg tega je zaprt tudi medtem ko so pingvini pozimi odsotni z otoka, večinoma zato, ker je takrat tam malo turistov in slabih vremenskih razmer. Obiskovalci morajo potovati na otoke iz Punta Arenas s trajektom s turistično družbo. Na otoku je majhen muzej, kjer se lahko turisti seznanijo z zgodovino rezervata in biološkimi podatki o pingvinih. Poleg privlačnosti pingvinov ima otok tudi svetilnik, Faro Isla Magdalena, ki je bil postavljen leta 1901. Obiskovalci se lahko dvignejo po spiralnem stopnišču na vrh, ki je visok 14 metrov, da bi si ogledali otok in okoliški ocean . Medtem ko turizem raste, ni popolnih podatkov o tem, koliko ljudi obišče otok, zaradi česar je težko oceniti vpliv turistične industrije. 
Ekoturizem predstavlja vrsto potovanj, v katerih turisti želijo biti odgovorni tako glede ohranjanja kot spoštovanja do lokalnih skupnosti. V idealnem primeru imajo ekoturisti majhen vpliv na območje, ki ga obiskujejo in na takšen način vsaj ekonomsko doprinesejo koristi regiji. V resnici ekoturisti niso vedno popolni in lahko tudi povzročajo težave. Lahko imajo tudi nasprotujoča pričakovanja, ki otežujejo upravljanje turističnega območja. Ekoturisti pričakujejo verodostojno območje, kjer lahko opazujejo živali in okolje, vendar jih zanima čim bližji dostop do divjine, v tem primeru do pingvinov. Te želje so protislovne, ker se pingvini, ki živijo na otoku brez turistov, obnašajo precej drugače kot pingvini, ki vsakodnevno komunicirajo s turisti. Slednji nimajo strahu pred ljudmi in je manj verjetno, da bodo pobegnili. Čeprav je to za turiste zanimivo ni jasno ali tako vedenje uniči nekaj o pristnosti izkušnje. Nekateri pingvini imajo koristi od turizma; znanstveniki predpostavljajo, da se plenilci izogibajo pingvinom, ki gnezdijo v bližini ljudi.

### Skrbi
Obstaja veliko skrbi, kako lahko turizem ogrozi prizadevanja za ohranjanje na otoku, zlasti glede populacije pingvinov. Na primer, blizu Chiloeja na zahodni obali Čila, obstaja visoka raven ribolova, tako za vzdrževanje turističnega prebivalstva kot tudi za turiste, ki si želijo sodelovati pri ribolovu.  Pingvini so glavna atrakcija za turiste in ohranjanje gospodarstva v regiji, vendar jim grozi zmanjšanje virov hrane zaradi prelova. Druga skrb je, da se lahko vedenje pingvinov spreminja v prisotnosti ljudi, kar lahko vpliva na njihovo sposobnost preživetja in spremeni naravni vidik okolja . Pingvini so pokazali, da proizvajajo stresne hormone, ko naletijo na ljudi, čeprav jih tisti, ki živijo na turističnih krajih, proizvajajo manj, kar kaže da so se prilagodili. Na primer, pri Humbertovih pingvinih so zabeležili nižjo stopnjo rodnosti v času visokega turizma. Za magellanove pingvine verjamejo, da bolje prenašajo ljudi kot druge vrste, ki kažejo stresne odzive, celo ko opazijo človeka na daljavo . Še vedno je pomembno zmanjšati človeške učinke na njih. Da bi pingvinom dali priložnost, da rastejo udobno, je pomembno, da so nekateri deli otoka zaprti za obiskovalce. 

### Upravljanje
Letna raziskava populacije pingvinov na otoku Magdalena je pokazala, da je njihova populacija uspešna in se zaradi turizma ni negativnih vplivov. Program spremljanja, ki poteka od leta 1999, je bil pri ocenjevanju populacije učinkovit, zato je mogoče uporabiti načine upravljanja, ki jo vzdržujejo na trajnostni ravni. Najprej je pomembno, da turisti ostanejo na označeni poti in ne prečkajo omejitev vrvi na obeh straneh. Pot je dolga 850 metrov in poteka po večjem delu otoka, medtem ko ostajajo velika območja nedostopna za ljudi. Z zadrževanjem turistov na omejenih območjih se učinki turistov zmanjšajo, pingvini pa ohranjajo prostore, kjer se lahko izognejo stresu, ki ga povzroča človeška navzočnost. Poleg tega prepoved ribolova 30 kilometrov od otoka zmanjšuje posledice prelova. Še en dejavnik, ki izboljša sposobnost preživetja turizma v rezervatu je izobraževanje, ki se ga turistom zagotavlja ob odhodu na otok Magdalena. Za dosego otoka je potrebna ura vožnje s trajektom, ko večina turističnih podjetij prikazuje informativni video in razpravlja o tem, kaj turisti lahko pričakujejo ob obisku otoka in kako naj se obnašajo. Te informacije imajo lahko ključno vlogo pri omejevanju človeških vplivov in potencialnih uničenja turistov na otoku. Trajektni sistem zagotavlja veliko število delovnih mest za domače prebivalstvo, vključno s pomorščaki, vodniki na potovanju in spremljevalci ladij za prodajo hrane.